# Novoriciîțea, Zaricine
Novoriciîțea (în ucraineană Новорічиця) este localitatea de reședință a comunei Novoriciîțea din raionul Zaricine, regiunea Rivne, Ucraina.

## Demografie
Componența lingvistică a localității Novoriciîțea
     Ucraineană (99,49%)
     Alte limbi (0,52%)
Conform recensământului din 2001, majoritatea populației localității Novoriciîțea era vorbitoare de ucraineană (99,49%), existând în minoritate și vorbitori de alte limbi.